# Hadrodactylus townesi
Hadrodactylus townesi là một loài tò vò trong họ Ichneumonidae.